# Paul Mellars
Paul Anthony Mellars, född 29 oktober 1939, död 7 maj 2022, var en brittisk arkeolog och professor i förhistoria och mänsklig evolution vid University of Cambridge.

## Biografi
Paul Mellars föddes 1939 i byn Swallownest nära Sheffield. Hans far Herbert Mellars var gruvarbetare och medlem av Plymouthbröderna. Från byskolan gick han vidare till Woodhouse, en County Council Grammar School grundad 1909 i West Riding of Yorkshire, som hans mor Elaine Batty också hade gått på. Skolan Woodhouse har därefter införlivats i den nybyggda Aston Academy i Swallownest. Mellars studerade för sina examina MA, PhD vid University of Cambridge, där han studerade vid Fitzwilliam College. Han gifte sig med sin fru Anny 1969, efter att de hade träffats på en arkeologisk fältresa i Dordogne 1964.

### Universitetsarbete
Efter sin doktorsexamen undervisade Mellars i tio år i arkeologi vid Sheffield University innan han återvände till Cambridge 1980. Vid Cambridge  blev han stipendiat vid Corpus Christi College. Han tjänstgjorde en tid som tillförordnad master (chef) för kollegiet 2007, efter att Alan Wilsons hade avgått, men han förlorade sex månader senare valet för att bli formell efterträdare till Wilson till Oliver Rackham. Han har under åren varit gästprofessor vid Binghamton University och Australian National University. Han var också ordförande för Prehistoric Society.

## Forskning
Mellars forskning inriktades i början på hur mesolitiska jägare och samlare i Storbritannien anpassade sig till klimatförändringar efter den senaste istiden. Han utförde utgrävningar av tidiga mesolitiska boplatser i Oronsay, en ö i Inre Hebriderna i Skottland och publicerade också resultat från arbetet vid boplatsen Star Carr i North Yorkshire.
Mellars forskning var också riktad neandertalarna i främst Europa och särskilt då analyser av deras materiella kultur och slutsatser om deras beteende. Han intresse var också inriktat på hur neandertalarna ersattes av Homo sapiens för omkring 40 000 år sedan. Mellars var en av experterna i BBC:s tredelade miniserie "Dawn of Man – The Story of Human Evolution" (2000).

## Utmärkelser
Mellars valdes in i Fellow of the Society of Antiquaries (FSA) 1977, i Fellow of the British Academy (FBA) 1990 och blev medlem av Academia Europaea 1999. År 2004 utnämndes han till officier vid Ordre des Palmes académiques av den franska regeringen. År 2006 tilldelades han Grahame Clark-medaljen av British Academy. Han adlades år 2010.

## Utvalda publikationer
- Mellars, Paul; The Early postglacial settlement of Northern Europe. An ecological perspective. Duckworth. 1978[6]

- Mellars, Paul; Andrews, Martha V. (1987). Excavations on Oronsay: Prehistoric Human Ecology on a Small Island. Edinburgh University Press.[7]
- Mellars, Paul; Dark, Petra (1998). Star Carr in Context: New Archaeological and Palaeoecological Investigations at the Early Mesolithic Site of Star Carr, North Yorkshire. McDonald Institute for Archaeological Research.[8]
- Mellars, Paul (1990). The Emergence of Modern Humans. Ithaca, N.Y.: Cornell University Press.[9]
- Mellars, Paul (1996). The Neanderthal Legacy. Princeton, N.J.: Princeton University Press.[10]
- Mellars, Paul (2006). Archeology and the Dispersal of Modern Humans in Europe: Deconstructing the "Aurignacian. Evolutionary Anthropology: Issues, News, and Reviews. 15 (5): 167–182. doi:10.1002/evan.20103. S2CID 85316570.
- Mellars, Paul (2006). Why did modern human populations disperse from Africa ca. 60,000 years ago?. Proceedings of the National Academy of Sciences. 103 (25): 9381–6